# 快楽原則
快楽原則（かいらくげんそく、ドイツ語: Lustprinzip, フランス語: Principe de Plaisir）とは、グスタフ・フェヒナーが作り上げジークムント・フロイトが取り入れた精神分析学の概念である。快楽原則は人間が快楽を求め苦痛を避けること、すなわち生理学的・心理学的な必要を満そうとすることを表す。必要であれば充足を延期する現実原則がこれと対を成すが、現実原則を快楽原則と対立するものとは考えず、快楽原則の変形されたものと考えた。
フロイトは人の心の発達の過程において、現実原則の支配を重要であると考え、現実原理を確立することこそが人の自我発達の最も強力な力となると考えた。また、現実原則が支配する二次過程の確立こそが精神的健康の条件であり、快楽原則の支配による一次過程の残存や再燃が、神経症や精神病の発症の引き金になると主張した。
人間のエスは快楽原則に従い若年期を支配するが、成熟するに伴い、現実世界の急迫や障害のために苦痛に耐え充足を延期することを学ぶ。フロイトの言葉では、「教育された自我は『理性的』になる。それはもはや快楽原則により支配されるままにはならず、現実原則に従うようになる。これもまた根底では快楽を求めるのであるが、その快楽は現実を計算に入れた上で確保されたものである。延期され減少した快楽であるかもしれないが。」